# Crise budista

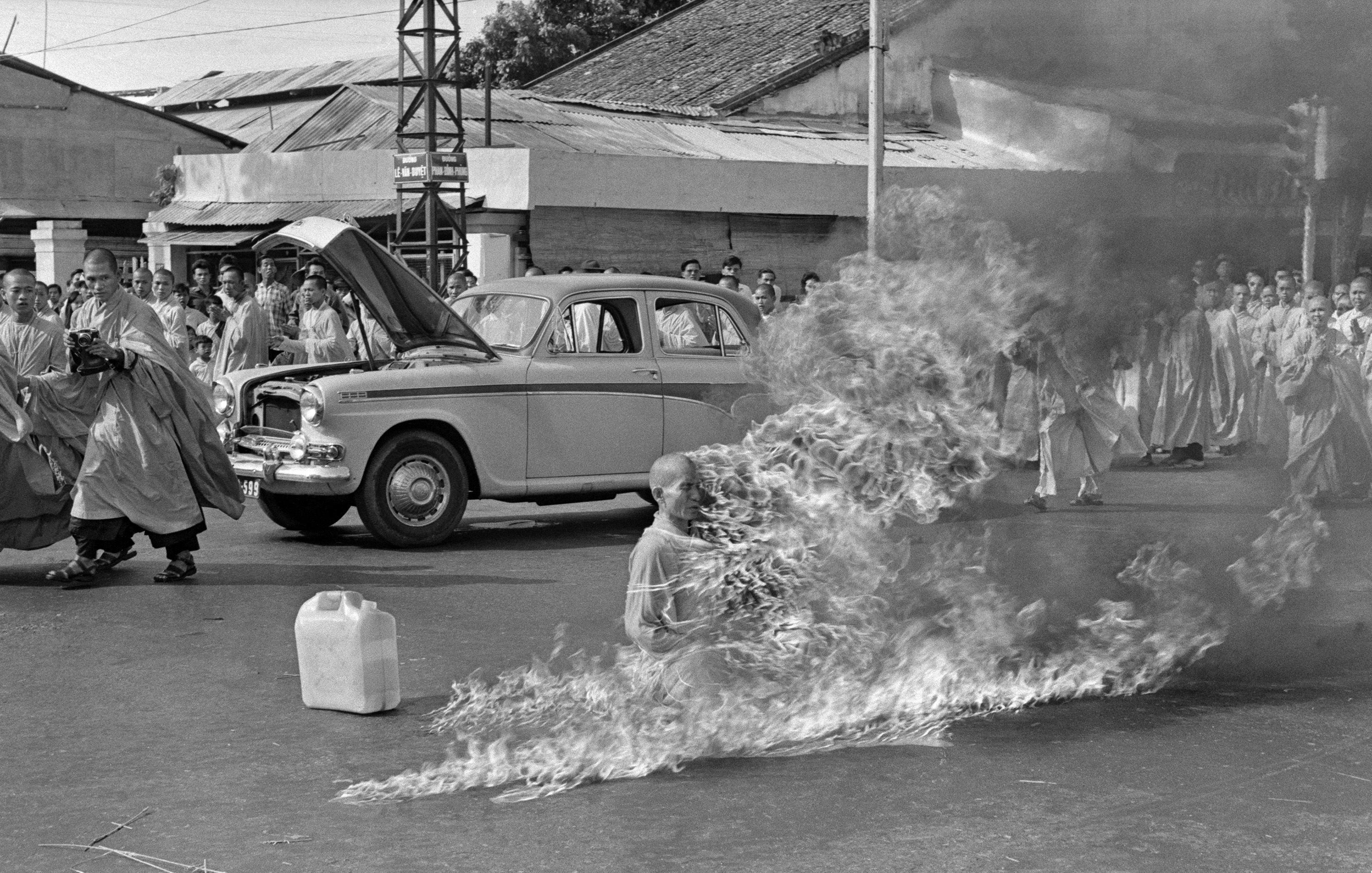
A autoimolação de Thích Quảng Đức

A crise budista (em vietnamita: Biến cố Phật giáo) foi um período de tensão política e religiosa no Vietnã do Sul entre maio e novembro de 1963, caracterizado por uma série de atos repressivos do governo sul-vietnamita e uma campanha de resistência civil, liderada principalmente por Monges budistas.
A crise foi precipitada pelo tiroteio de nove civis desarmados em 8 de maio na cidade central de Huế, que protestavam contra a proibição da bandeira budista. A crise terminou com um golpe em novembro de 1963 pelo Exército da República do Vietnã (ARVN) e a prisão e assassinato do presidente Ngô Đình Diệm em 2 de novembro de 1963.